# Арпад Ело
Арпад Ело (англ. Arpad Elo, угор. Élő Árpád Imre; 25 серпня 1903, Угорщина — 5 листопада, 1992, Бруксфілд, Вісконсин, США) — американський професор, що розробив систему індивідуальних коефіцієнтів шахістів — рейтинг Ело.

## Життєпис
Народився в маленькому селі на заході теперішньої Угорщини. У віці 13 років переїхав разом з батьками до США.
Був професором фізики у Мілвокі, а також завзятим шахістом. Він ставав чемпіоном штату Вісконсин з шахів 8 разів.